# Morgan County (Kentucky)
Morgan County ist ein County im Bundesstaat Kentucky der Vereinigten Staaten. Das U.S. Census Bureau hat bei der Volkszählung 2020 eine Einwohnerzahl von 13.726 ermittelt.
Der Verwaltungssitz (County Seat) ist West Liberty. Das County gehört zu den Dry Countys, was bedeutet, dass der Verkauf von Alkohol eingeschränkt oder verboten ist.

## Geographie
Das County liegt im Nordosten von Kentucky, ist im Osten etwa 45 km von West Virginia, im Norden etwa 60 km von Ohio entfernt und hat eine Fläche von 994 Quadratkilometern, wovon sechs Quadratkilometer Wasserfläche sind. Es grenzt im Uhrzeigersinn an folgende Countys: Rowan County, Elliott County, Lawrence County, Johnson County, Magoffin County, Wolfe County und Menifee County.

## Geschichte
Morgan County wurde am 7. Dezember 1822 aus Teilen des Bath County und des Floyd County gebildet. Benannt wurde es nach Daniel Morgan, einem General im Amerikanischen Unabhängigkeitskrieg.
Neun Bauwerke und Stätten des Countys sind im National Register of Historic Places eingetragen (Stand 19. Oktober 2017).

## Demografische Daten
Nach der Volkszählung im Jahr 2000 lebten im Morgan County 13.948 Menschen. Davon wohnten 1.843 Personen in Sammelunterkünften, die anderen Einwohner lebten in 4.752 Haushalten und 3.568 Familien. Die Bevölkerungsdichte betrug 14 Einwohner pro Quadratkilometer. Ethnisch betrachtet setzte sich die Bevölkerung zusammen aus 94,59 Prozent Weißen, 4,38 Prozent Afroamerikanern, 0,15 Prozent amerikanischen Ureinwohnern, 0,16 Prozent Asiaten, 0,01 Prozent Bewohnern aus dem pazifischen Inselraum und 0,06 Prozent aus anderen ethnischen Gruppen; 0,65 Prozent stammten von zwei oder mehr Ethnien ab. 0,61 Prozent der Bevölkerung waren spanischer oder lateinamerikanischer Abstammung.
Von den 4.752 Haushalten lebten in 34,8 Prozent Kinder und Jugendliche unter 18 Jahren. 62,4 Prozent waren verheiratete, zusammenlebende Paare, 9,2 Prozent waren allein erziehende Mütter, 24,9 Prozent waren keine Familien, 22,6 Prozent waren Singlehaushalte und in 10,3 Prozent lebten Menschen im Alter von 65 Jahren oder darüber. Die Durchschnittshaushaltsgröße betrug 2,55 und die durchschnittliche Familiengröße lag bei 2,97 Personen.
Auf das gesamte County bezogen setzte sich die Bevölkerung zusammen aus 22,4 Prozent Einwohnern unter 18 Jahren, 10,6 Prozent zwischen 18 und 24 Jahren, 32,9 Prozent zwischen 25 und 44 Jahren, 22,3 Prozent zwischen 45 und 64 Jahren und 11,8 Prozent waren 65 Jahre alt oder darüber. Das Durchschnittsalter betrug 36 Jahre. Auf 100 weibliche Personen kamen 123,3 männliche Personen. Auf 100 Frauen im Alter von 18 Jahren oder darüber kamen statistisch 128,4 Männer.
Das jährliche Durchschnittseinkommen eines Haushalts betrug 21.869 USD, das Durchschnittseinkommen der Familien betrug 26.135 USD. Männer hatten ein Durchschnittseinkommen von 23.966 USD, Frauen 18.463 USD. Das Prokopfeinkommen betrug 12.657 USD. 27,2 Prozent der Bevölkerung und 23,5 Prozent der Bevölkerung lebten unterhalb der Armutsgrenze. Davon waren 33,9 Prozent Kinder oder Jugendliche unter 18 Jahre und 28,5 Prozent waren Menschen über 65 Jahre.

## Orte im County
- Blairs Mills
- Blaze
- Bonny
- Caney
- Cannel City
- Cisco
- Cottle
- Crockett
- Dehart
- Dingus
- Ebon
- Elamton
- Elkfork
- Elna
- Ezel
- Gordon Ford
- Grassy Creek
- Greear
- Holliday
- Index
- Jeptha
- Kellacey
- Leisure
- Lenox
- Liberty Road
- Licking River
- Malone
- Matthew
- Maytown
- Mima
- Mize
- Moon
- Murphyfork
- Nickell
- Ophir
- Panama
- Payton
- Pekin
- Pomp
- Redwine
- Relief
- Rexville
- Salem
- Sellars
- Silverhill
- Stacy Fork
- Twentysix
- West Liberty
- Wheel Rim
- White Oak
- Woodsbend
- Wrigley
- Yocum
- Zag